# Євдокія (імператриця)
Євдокія (*Eudokia, бл. 580 — 13 серпня 612) — візантійська імператриця.

## Життєпис
Походила зі знатного римського або романизованого лівійського роду з Африки. Донька великого землевласника Рогаса та Проби, яка була за материнською лінією була праонукою консула 506 року Ареобінда Дагалайфа. Народилася близько 580 року. При народжені отримала ім'я Фабія.
У 600 році стала нареченою сина Іраклія Старшого, екзарха Африки. У 608 році Іраклій Старший почав повстання проти імператора Фоки. Того ж року за невідомих обставин разом зі свекрухою Епіфанією потрапила у полон до вояків імператора. Їх відправлено до монастиря Неаметаноя. Фока намагався використати їх як заручників.
У 610 році напередодні штурму Константинополя військами Іраклія Молодшого Фабію та Епіфанію було звільнено завдяки діям партії прасинів та переправлено на острів Калонімос в Мармуровому морі. Це дозволило з більшою упевненістю Іраклію виступити проти Фоки.
5 жовтня 610 року відбувся шлюб Іраклія з Фабією. При цьому вона змінила ім'я на Євдокія. Того ж дня їй надано титул Августи. Втім, уже у 612 році померла невдовзі після других пологів. Похована в Церкві Дванадцяти апостолів.

## Родина
Чоловік — Іраклій, імператор
Діти:
- Євдоксія Епіфанія (611—бл. 630)
- Іраклій Костянтин (612—641)